# АРЛЕММ
Ариљска летња музичка манифестација или АРЛЕММ је културно едукативна манифестација која се сваке године организује у Ариљу. АРЛЕММ је настао с циљем промоције уметности и културе, посебно класичне музике. Поред музичких концерата, АРЛЕММ укључује различите уметничке садржаје, као што су изложбе, духовна предавања, креативне радионице намењене деци и младима и целокупној публици свих узраста. Фестивал има важну улогу у очувању и развоју културне баштине Ариља.
Програм фестивала обухвата:
- Концерте класичне музике – Наступи домаћих и страних уметника.
- изложбе и радионице – Излагање радова домаћих и страних уметника, уз интерактивне радионице за посетиоце.
- Едукативне активности – Предавања и креативне радионице, које воде професионални уметници и педагози.
- Културне шетње и манифестације – Истраживање културно-историјског наслеђа града и околине.

Једна од специфичности АРЛЕММ-а је школа музике која пружа могућност младим талентима да унапреде своје вештине уз менторе из света уметности. Школа је намењена ученицима, студентима и младим професионалним музичарима, али посебан део школе је намењен почетницима, како би своје образовање и усмерење на уметничку музику започели са најбољим педагозима из Србије и света.

## Историјат
АРЛЕММ је настао као „Ариљска летња школа младих музичара” на иницијативу породице Младеновић чија су четири члана професионални музичари; укратко породица Младеновић је желела да своја педагошка и професионална искуства пренесe у крај из кога потичу и тиме допринесу ширењу и подстицању музичке културе у региону.
Идеја је била да летња школе траје петнаест дана, да се деца анимирају и заинтересују за класичну музику, а културна понуда града обогати новим концертима. Летња школа била је намењена како најмлађим полазницима предшколског узраста и деци до 9 година – која до сада нису имала музичко образовање – тако и ученицима нижих и средњих музичких школа и студентима музичких академија.